# 129. Infanterie-Division (Wehrmacht)
La 129. Infanterie-Division fu una divisione dell'esercito tedesco attiva durante la seconda guerra mondiale, che venne formata nel 1940 e schierata lungo il Fronte Orientale dove fu sciolta nel 1945.

## Storia
La divisione fu costituita il 20 ottobre 1940 nell'area tra Fulda, Lauterbach e Büdingen da membri della 9. Infanterie-Division, della 251. Infanterie-Division e della 33. Infanterie-Division; nell'inverno del 1940, fu trasferita nell'area di addestramento militare di Wildflecken per completare la sua formazione. Tra il 16 ed il 22 marzo 1941 la divisione si trasferì nella Prussia Orientale per prepararsi all'Operazione Barbarossa alla quale partecipò a partire dal 22 giugno, avanzando nella zona di Białystok dove rimase fino a luglio; nell'autunno del 1941 prese parte all'avanzata su Mosca. Il 25 dicembre 1941 furono incorporati alla divisione i resti della 162. Infanterie-Division.
La divisione combatté nella battaglia di Ržev, ma tra il 1942 e il 1943 fu costretta a ritirarsi in Bielorussia passando per Bryansk, Mogilev e Vitebsk. Nell'estate del 1944, la divisione subì pesanti perdite a Bobruisk e Baranovichi e dovette essere riorganizzata. Nell'ultimo anno di guerra, i resti della divisione combatterono nella Prussia orientale fino alla resa.

## Ordine di battaglia

### 129. Infanterie-Division 1940[1]
- Infanterie-Regiment 427
- Infanterie-Regiment 428
- Infanterie-Regiment 430
- Artillerie-Regiment 129
- Pionier-Bataillon 129
- Panzerjäger-Abteilung 129
- Aufklärungs-Abteilung 129
- Divisions-Nachrichten-Abteilung 129
- Divisions-Nachschubführer 129

### 129. Infanterie-Division 1944[1]
- Grenadier-Regiment 427
- Grenadier-Regiment 428
- Grenadier-Regiment 430
- Füsilier-Bataillon 129
- Artillerie-Regiment 129
- Pionier-Bataillon 129
- Panzerjäger-Abteilung 129
- Feldersatz-Bataillon 129
- Divisions-Nachrichten-Abteilung 129
- Divisions-Nachschubführer 129

## Decorazioni
Alcuni soldati della 129. Infanterie-division furono premiati per le loro azioni in guerra:
- Croce Tedesca
  - in oro: 24
  - in argento:
- Croce di Cavaliere della croce di ferro: 14
  - Croce di Cavaliere con foglie di quercia: 1
- Distintivo per combattimenti ravvicinati:
  - in bronzo: 2
  - in argento: 1

## Comandanti
- Generalleutnant Stephen Rittau (1º ottobre 1940 - 22 agosto 1942)
- General der Nachrichtentruppen Albert Praun (22 agosto 1942 - 25 settembre 1943)
- Generalmajor Karl Fabiunke (25 settembre 1943 - 31 gennaio 1944)
- Generalleutnant Heribert von Larisch (31 gennaio 1944 - 11 febbraio 1945)
- Generalmajor Bernhard Ueberschär (11 febbraio 1945 - 8 maggio 1945)[1]